# Sankt Josefen
Sankt Josefen (toponimo tedesco) è una frazione del comune svizzero di Gaiserwald, nel Canton San Gallo (distretto di San Gallo).

## Geografia fisica
Sankt Josefen si trova nella parte meridionale del territorio di Gaiserwald, tra Abtwil (Gaiserwald) e il fiume Sitter,  alla periferia occidentale della città di San Gallo.

## Storia
Il paese è sorto nel XVIII secolo attorno all'antica chiesa parrocchiale cattolica di Gaiserwald (eretta nel 1660 dall'abate di San Gallo Gallus Alt, demolita nel 1960) e anticamente era chiamato Hofacker.

## Monumenti e luoghi d'interesse
- Cappella cattolica, eretta dopo il 1960[1].